# Mikhaïl Boulgakov
« Boulgakov » redirige ici. Pour les autres significations, voir Boulgakov (homonymie).
Œuvres principales
- La Garde blanche
- Le Roman de monsieur de Molière
- Le Maître et Marguerite
- Cœur de chien
- Morphine

Mikhaïl Afanassievitch Boulgakov (en russe : Михаил Афанасьевич Булгаков), né le 3 mai 1891 (15 mai dans le calendrier grégorien) à Kiev et mort le 10 mars 1940 à Moscou, est un écrivain et médecin russe puis soviétique.
Mikhaïl Boulgakov travaille d'abord comme médecin durant la Première Guerre mondiale, la révolution russe et la guerre civile russe. À partir de 1920, il abandonne cette profession pour se consacrer au journalisme et à la littérature, où il est confronté, tout au long de sa carrière, aux difficultés de la censure soviétique.
Mort à 48 ans, il a écrit pour le théâtre et l'opéra, mais il est surtout connu pour des œuvres de fiction comme les romans La Garde blanche, paru en 1925, et Le Roman de monsieur de Molière, achevé en 1933 (publié en URSS, de manière expurgée, en 1962 et de manière intégrale en 1989), ou la nouvelle Cœur de chien achevée en 1925, mais publiée en URSS en 1987.
Son œuvre la plus connue est Le Maître et Marguerite, roman plusieurs fois réécrit et retravaillé entre 1928 et 1940, publié en URSS dans son intégralité pour la première fois en 1973. Il y mêle habilement le fantastique et le réel, de telle sorte qu’ils se confondent, ainsi que les époques et les lieux : Jérusalem au Ier siècle, sous Ponce Pilate, et Moscou, dans les années 1930, sous la dictature stalinienne.

## Biographie

### Jeunesse
Mikhaïl Boulgakov est le fils aîné d'Afanassi Ivanovitch Boulgakov, d'origine russe, fils d'un prêtre d'Orel et lui-même maître de conférences d'histoire des religions occidentales à l'académie de Kiev, et de Varvara Mikhaïlovna, d'origine russe, née Pokrovskaïa, fille d'un archiprêtre de Karatchev (à l'époque dans le gouvernement d'Orel, actuellement dans l'oblast de Briansk), qui a été enseignante avant son mariage. La grand-mère maternelle de Boulgakov est née Tourbine. Naissent ensuite quatre sœurs : Vera en 1892, Nadejda en 1893, Varvara en 1895 et Elena en 1902, et deux frères : Nikolaï en 1898 et Ivan (Vania) en 1900.

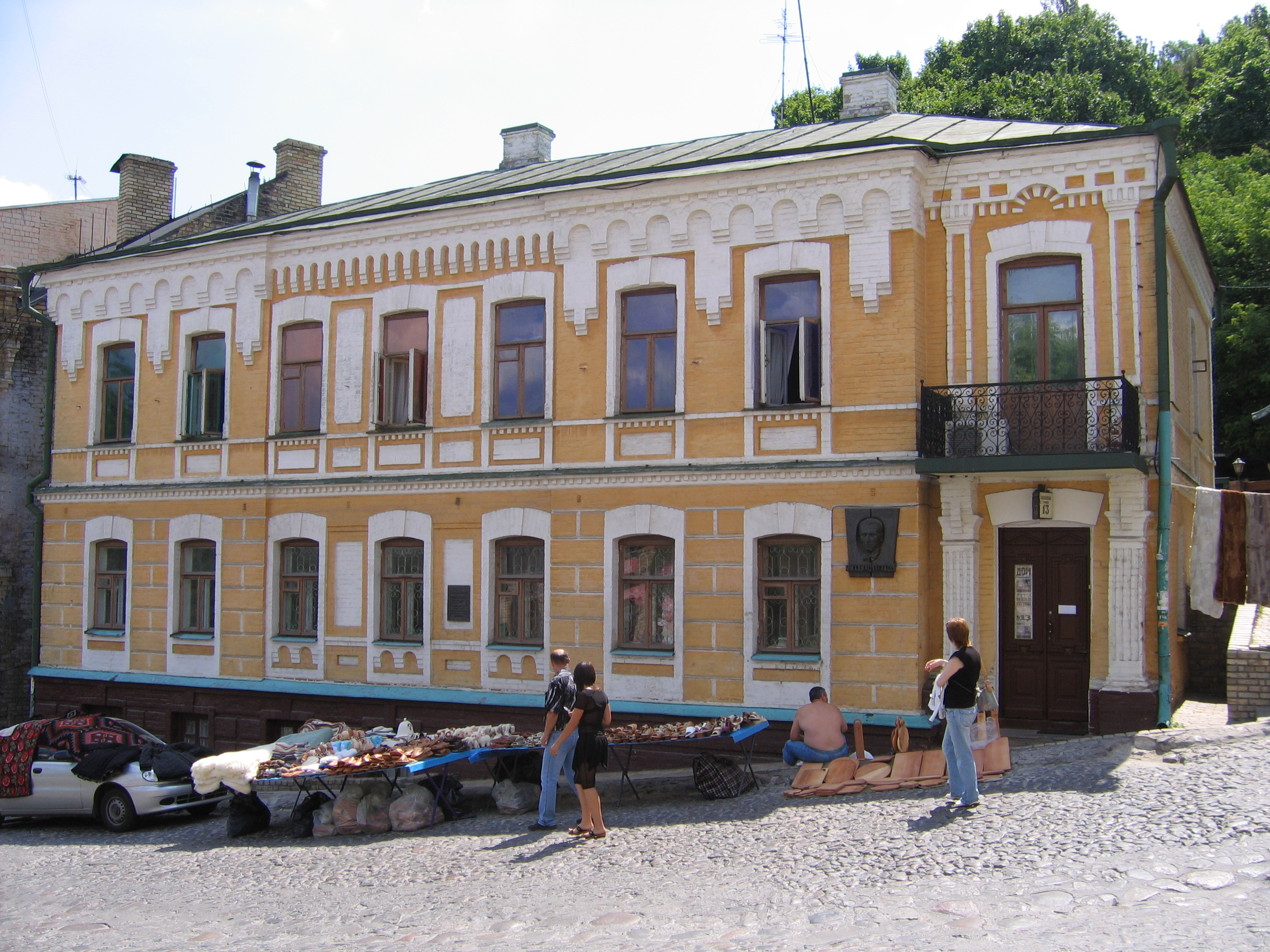
Maison des Boulgakov, 13, descente Saint-André, à Kiev.

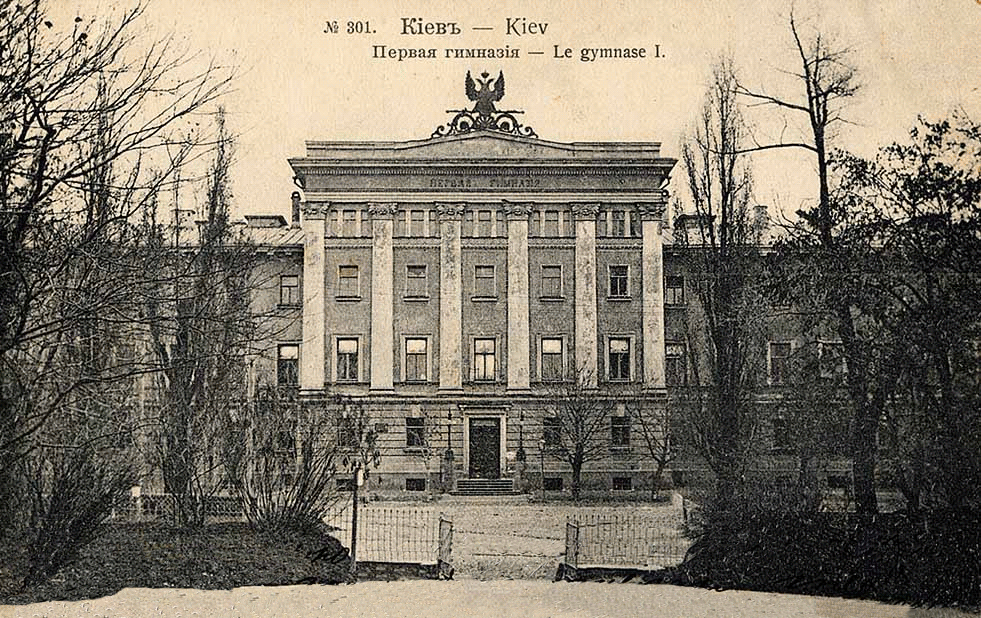
Gymnasium de Kiev, dans les années 1900.

En 1901, Mikhaïl entre au lycée Alexandrovski de Kiev. La même année, les Boulgakov font bâtir une datcha à Boutcha, à 30 kilomètres de Kiev, où ils se réunissent l'été et organisent des spectacles d'amateurs familiaux et amicaux. La famille aime et pratique la musique. Mikhaïl apprend le piano. À Kiev, après six déménagements, les Boulgakov s'installent, en 1906, dans un appartement loué au 13, descente Saint-André (qui sera le cadre du roman La Garde blanche). Au début de l'année 1907, Afanassi Boulgakov se voit conférer par l'académie ecclésiastique le titre de docteur, le grade de professeur et une retraite correspondant à trente ans de service (alors qu'il n'en a accompli que vingt-deux). Mais souffrant de graves complications d'une hypertension artérielle et devenu aveugle, il meurt en mars 1907 des suites d'une insuffisance rénale causée par une néphroangiosclérose.
À l'été 1908, Boulgakov fait la connaissance de celle qui sera sa première épouse, Tatiana (Tassia) Lappa, fille du directeur des douanes de Saratov. En juin 1909, il termine ses études secondaires, qui ont été très honorables malgré un penchant marqué pour les mystifications et les surnoms. Il s'inscrit à la rentrée à la faculté de médecine de l'université nationale Taras-Chevtchenko de Kiev, où il obtiendra son diplôme de médecin en 1916.
À cette époque, ses opinions sont monarchistes et libérales. Le centre de sa vie est le cercle familial, élargi à de nombreux cousins et camarades. Il a déjà une passion pour le théâtre et l'opéra et fréquente assidûment l'opéra de Kiev et le théâtre Solovtsov. En 1913, Boulgakov épouse Tatiana Lappa. L'année suivante, en vacances chez sa belle-famille à Saratov quand éclate la guerre, il travaille durant tout l'été à l'hôpital de secours fondé dans la ville pour accueillir les blessés. En avril 1916, il est reçu avec mention aux examens terminaux, anticipés en raison de la guerre et s'enrôle immédiatement comme médecin volontaire dans la Croix-Rouge.

### Médecin dans la guerre

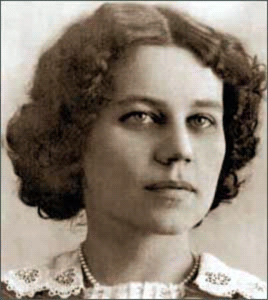
Tatiana Lappa, première épouse de Mikhaïl Boulgakov, dans les années 1910.

En septembre 1916, il est convoqué à Moscou, où on lui signifie son affectation, en qualité de réserviste de la défense territoriale de 2e classe dans un hôpital civil du gouvernement de Smolensk, au village de Nikolskoïé, à quarante verstes du chef-lieu de district de Sytchiovka (expérience qui lui inspirera les Carnets d'un jeune médecin). Accablé de travail et de responsabilités très lourdes pour un jeune médecin isolé, il s'acquitte avec conscience de sa tâche. Par ailleurs, il devient morphinomane, à la suite d'une allergie au sérum antidiphtérique dont il a été soulagé par des injections de morphine. Au printemps 1917, il bénéficie de deux congés, l'un qu'il passe à Saratov, où il apprend les premiers événements de la révolution de Février à Petrograd, l'autre à Kiev.
À l'automne, il est muté à hôpital de Viazma, où il est moins pris par son travail et commence à écrire plusieurs récits, dont aucun n'a été conservé : Maladie (première version de Morphine), inspiré de sa morphinomanie, Le Dragon vert, Carnets d'un jeune médecin (titre qui deviendra celui d'un ensemble de récits achevés en 1925-1926), Première floraison. En décembre, alors que les bolcheviks, arrivés au pouvoir à l'occasion de la révolution d'Octobre, ont été chassés de Kiev (Nikolaï Boulgakov a participé, comme junker, à la résistance de la ville) et que la Rada, assemblée nationaliste ukrainienne, proclame la République populaire ukrainienne, Boulgakov est à Moscou, occupé par des démarches pour se faire libérer du service militaire, sans résultat. De retour à Viazma, il attend jusqu'au 22 février 1918 pour être libéré de ses obligations militaires et rentre à Kiev par Moscou.

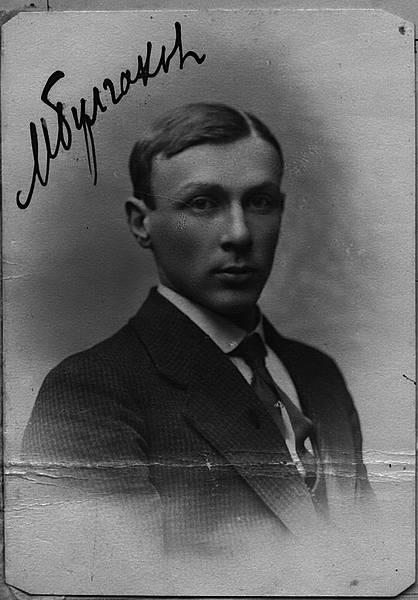
Mikhaïl Boulgakov, étudiant de l'Université de Kiev, en 1916.

Installé avec sa femme, ses frères et ses sœurs au 13, descente Saint-André, il ouvre un cabinet médical de vénérologie. Sa mère, remariée avec le docteur Voskressenski, habite au 56 de la même rue. Au printemps 1918, avec l'aide de sa femme et de son beau-père, Boulgakov parvient enfin à se libérer complètement de sa morphinomanie. À Kiev, il est témoin de l'évolution de la situation, entre le gouvernement du hetman Pavlo Skoropadsky, créature de l'occupant allemand, les nationalistes ukrainiens, dirigés par Symon Petlioura, l'Armée des volontaires (future Armée blanche), organisée en octobre 1918 par le général Anton Ivanovitch Dénikine pour arrêter l'avance des bolcheviks, et le corps expéditionnaire franco-britannique envoyé en novembre en mer Noire. Kiev, à l'époque, sert de centre de ralliement de tous les réfugiés du nord fuyant le gouvernement communiste.
Ces événements, et plus particulièrement la prise de Kiev par les troupes de Simon Petlioura, constituent la toile de fond de La Garde blanche et des Jours des Tourbine. Mobilisé par le Directoire d'Ukraine, dont les Français se sont institués protecteurs, en s'entendant avec les généraux monarchistes Dénikine et Krasnov, Boulgakov assiste à des scènes sanglantes, notamment des crimes antisémites, et à l'évacuation de Kiev par Petlioura, menacé d'encerclement par les bolcheviks, le 5 février 1919, événements dont on trouve la trace dans La Garde blanche, Les Aventures extraordinaires du docteur N. et La Nuit du 2 au 3. Il parvient à s'échapper de l'armée en déroute de Petlioura au bout de deux jours, dans la nuit du 2 au 3 février 1919.
Le 1er septembre, sous la double pression des nationalistes ukrainiens et d'un corps de l'Armée des Volontaires russe anticommunistes, les bolcheviks évacuent Kiev. Ivan et Nikolaï Boulgakov s'engagent dans l'armée de Dénikine. Boulgakov est hanté par les dangers que ses frères courent dans le Sud, hantise qui lui inspirera La Couronne rouge. Lui-même est réquisitionné par l'Armée blanche en tant que médecin, fin septembre ou début octobre, et rejoint Vladikavkaz. Le 13 novembre 1919, il publie dans Grozny, journal soutenant Dénikine, un article violemment antibolchévique, très pessimiste, intitulé « Perspectives d'avenir », qu'il signe « M. B. ».

### Les débuts littéraires
En 1920, installé à Vladikavkaz, Boulgakov décide d'abandonner la médecine pour se consacrer à l'écriture. Il publie plusieurs récits (Au café le 5 janvier, un récit sous-titré « Tribut d'admiration » le 6 ou le 7 février) et collabore à un éphémère journal blanc.
Atteint du typhus lors de l'installation des bolcheviks, il ne peut s'enfuir et demeure donc à Vladikavkaz. Fin mars, il se fait engager à la sous-section des Arts de la ville, dirigée par Iouri Sliozkine, un romancier à succès avant la révolution, qui s'associe Boulgakov comme directeur du « Lito » (département « Littérature » de cet organisme). Le 1er mai, un Théâtre soviétique est inauguré ; Boulgakov y présente des spectacles, organise des soirées culturelles, anime des débats, assure la critique littéraire et théâtrale dans la presse locale. Fin mai, il prend la direction du Téo (département « Théâtre ») et organise aussitôt un studio d'art dramatique. Le 3 juin est jouée sa première pièce, Autodéfense (dont nous n'avons aucune trace), une « humoresque en un acte ». Durant l'été, il écrit un drame en quatre actes, Les frères Tourbine, sous-titrée « L'heure a sonné », qui remporte un grand succès à partir du 21 octobre, mais dont il n'est pas content, ayant dû bâcler pour des raisons alimentaires un sujet qui lui tenait à cœur,. De même, une pièce en trois actes, Les Communards de Paris, écrite en dix jours, est créée à Vladikavkaz entre janvier et mars 1921.

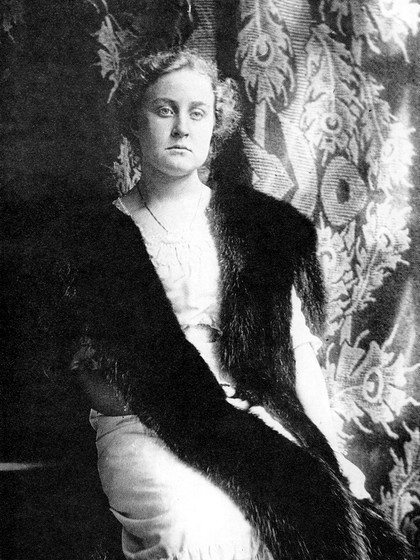
Varvara Boulgakova, sœur de Mikhaïl Boulgakov, dans les années 1920.

À la même époque a lieu une polémique avec le quotidien local Kommounist (« Le Communiste »), dont il n'a pas supporté que le directeur attaque Pouchkine lors d'un débat, et il est traité de « bourgeois ». Le 25 novembre, qualifié de « blanc », Boulgakov est expulsé de la sous-section des Arts. Ne pouvant faire publier les récits qu'il écrit ni jouer sa comédie bouffe, Les Prétendants d'argile, il quitte Vladikavkaz en mai 1921 et pérégrine entre Bakou, Tiflis et Batoum, hésitant un moment à s'embarquer vers Constantinople, avant de partir sur les conseils du poète Ossip Mandelstam pour Moscou, à la fin de septembre 1921,.
Nullement fasciné par la révolution d'Octobre, à la différence de nombre d'intellectuels, Boulgakov comprend néanmoins que le régime est durablement en place. À partir de son installation à Moscou, et jusqu'en 1925, il multiplie les travaux alimentaires et les petits emplois, tout en écrivant ou réécrivant ses premières nouvelles et un roman sur la guerre civile. Son ambition est de prendre place parmi les plus grands écrivains de la littérature russe.
Engagé le 1er octobre au Lito de Moscou, il s'installe avec sa femme au 10, rue Bolchaïa-Sadovaïa et écrit plusieurs articles, qu'il a le plus grand mal à placer, à cause notamment de la censure. Après la dissolution du Lito, le 1er décembre 1921, il obtient un emploi modeste au Torgovo-promychlenny Vestnik (« Le Courrier du Commerce et de l'Industrie »), journal indépendant qui vient de se fonder dans le cadre de la NEP. Ce n'est qu'en 1922 qu'il entre dans le monde littéraire. Après la disparition du Vestnik, en janvier (au bout de six numéros), il trouve un emploi dans les services éditoriaux d'un comité scientifique et technique dépendant de l'armée de l'air (début février), puis est engagé comme journaliste dans un organe officiel du parti communiste, Rabotchi (« L'Ouvrier »), dirigé par Nadejda Kroupskaïa, la femme de Lénine. De même, en avril, il entre en relation avec Nakanounié (« À la veille »), organe de l'émigration russe de la tendance « Changement de jalons », installé à Berlin, dont le supplément littéraire hebdomadaire est dirigé par Alexeï Tolstoï, et se fait embaucher comme rédacteur-réviseur au Goudok (« Le Sifflet »).
En mai 1922 paraît Aventures extraordinaires du docteur N. dans le deuxième numéro du mensuel Roupor (« Le Porte-voix »). De même, Nakanounié publie la première partie de Notes sur des manchettes le 18 juin, La Ville de pierres rouges le 30 juillet, les Aventures de Tchitchikov le 24 septembre (histoire fantastique qui renvoie au roman Les Âmes mortes de Gogol), La Couronne rouge le 22 octobre, La Nuit du 2 au 3 le 10 décembre, le premier chapitre de La Capitale en bloc-notes le 21 décembre et La coupe de la vie le 31 décembre. De même, dans le numéro 2 de décembre de Krasny journal dlia vsekh (« La Revue Rouge pour tous ») paraît Le 13, Immeuble Elpit - Commune ouvrière. Par ailleurs, dans son numéro 4 de décembre, la revue Rossia (« Russie ») fait figurer Boulgakov dans la liste de ses collaborateurs et, par lettre datée du 29 décembre, la rédaction de Nakanounié l'invite à collaborer régulièrement au journal.

### Entre journalisme et littérature

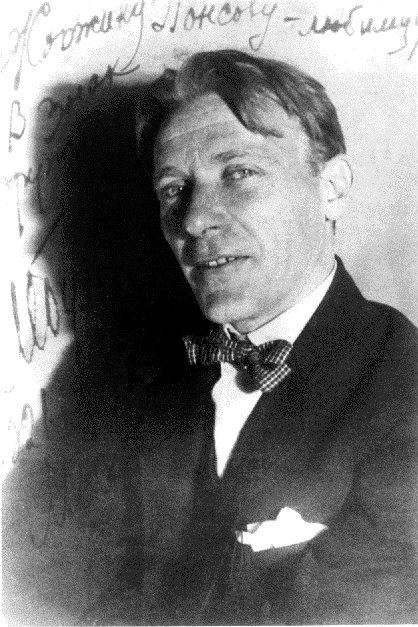
Mikhaïl Boulgakov en 1926.

Durant les années qui suivent, Boulgakov consacre une bonne part de son travail à publier dans la presse des articles de variété et des récits. Au Goudok, il devient ainsi, en février 1923, l'auteur attitré des récits humoristiques. Il y noue d'ailleurs des relations avec d'autres écrivains provinciaux débutants. Fin juillet, l'almanach Vozrojdenié (« Renaissance ») publie une seconde version de la première partie de Notes sur des manchettes, mais ne peut obtenir que le récit soit publié en volume, à cause du veto de la censure. En septembre, il noue des relations amicales avec Alexeï Tolstoï, rentré depuis un mois à Moscou, où il œuvre avec d'autres à consolider le mouvement « Changement de jalons » en Union soviétique. Durant l'automne et l'hiver, Boulgakov s'épuise dans des travaux qu'il juge alimentaires, l'assiduité obligatoire dans les bureaux du Goudok lui pèse, et les personnalités rassemblées autour de Nakanounié commencent à lui inspirer une méfiance inquiète.
En janvier 1924, lors d'une réception où l'on fête le retour définitif en Russie des auteurs de la tendance « Changement de jalons », Boulgakov noue une idylle avec Lioubov Evguenievna Bielozerskaïa, revenue de Berlin avec son compagnon Vassilevski-Niéboukva, journaliste collaborateur de Nakanounié. Au début de cette année, il parvient à caser des textes dans d'autres périodiques que Goudok et Nakanounié. Fin février ou début mars, la nouvelle Endiablade paraît dans le numéro 4 de Niedra, que son directeur-fondateur, Nikolaï Angarski, rencontré vers la mi-octobre 1923, avait accepté sans hésiter. Elle est remarquée par Zamiatine qui en fait une critique nettement favorable. De même, la nouvelle Le Brasier du khan est publiée en février dans le numéro 2 de Krasny journal. L'Île pourpre paraît le 20 avril dans Nakanounié. En août 1924, Boulgakov et Tatiana Lappa, officiellement divorcés en avril, changent de logement dans le même immeuble ; ils occupent désormais une pièce dans l'appartement 34. En septembre, Boulgakov trouve un premier logement où cohabiter avec L. E. Bielozerskaïa, avec laquelle il s'installe, début novembre, au 9, traverse Tchisty (ex-Oboukhov). Ils se marient le 30 avril 1925.
En décembre est enfin publié, après bien des difficultés, car jugé trop favorable à la cause des blancs, dans le numéro 4 de Rossia le premier tiers (chapitres I à VII) de La Garde blanche, roman sur la guerre civile. Suit la deuxième partie (chapitres VIII à XIII) dans le numéro 5, fin avril 1925. La troisième partie (chapitres XIV à XIX) doit être éditée dans le numéro 6. Mais la revue cesse de paraître, fin octobre 1925, alors que la troisième partie n'a toujours pas été payée à Boulgakov et que l'éditeur ne lui a pas renvoyé le manuscrit. Celui-ci ne lui sera restitué qu'en mai 1926. Durant l'année 1925, Boulgakov publie dans Krasnaïa Niva (« Glèbe Rouge ») un nouveau récit autobiographique, La bohème, le 4 janvier et rédige la nouvelle Cœur de chien (qu'il ne parviendra jamais à publier). Fin juillet, un recueil de nouvelles intitulé Endiablade paraît à Moscou, mais le volume est confisqué par le Glavlit et retiré des librairies durant l'été.

### Théâtre et censure
La même année, il commence une adaptation de son roman La Garde blanche pour le Théâtre d'art de Stanislavski, avec lequel il a de difficiles négociations en octobre.
Le 26 mars 1926, il fait lire les deux premiers actes modifiés de La Garde blanche à Constantin Stanislavski, qui les accueille favorablement. En revanche, par une lettre du 19 mai, il fait savoir au Théâtre d'art qu'il refuse catégoriquement les importantes coupures que celui-ci veut apporter à son texte. Finalement présentée à la presse le 24 juin, la pièce déchaîne la hargne des critiques de gauche Vladimir Blum et Alexandre Orlinski, proches de l'Association des écrivains prolétariens (RAPP), contre Boulgakov ; ils font ajourner la pièce et accablent l'auteur d'accusations haineuses dans de nombreux articles et débats publics. Les répétitions de La Garde blanche, rebaptisée Les Jours des Tourbine le 10 septembre, reprennent finalement, après de nombreux remaniements, entre fin août et septembre. La générale a lieu le 2 octobre, suivie par un débat où Anatoli Lounatcharski, commissaire du Peuple à l'Éducation et à la Culture (« Narkompros »), et Vladimir Maïakovski, bien que très critiques sur le plan idéologique pour l'un, sur le Théâtre d'art pour l'autre, se prononcent en faveur de l'autorisation, tandis qu'Orlinski juge la pièce politiquement inadmissible. Les représentations commencent le 5 octobre, avec un grand succès public,. À l'hostilité des critiques de gauche, toutefois, s'ajoute celle des dramaturges et metteurs en scène d'avant-garde (Vsevolod Meyerhold, Vladimir Maïakovski, Alexandre Taïrov) ou jaloux (Vladimir Bill-Bielotserkovski). Même si la polémique s'éteint bientôt, la pièce est retirée du répertoire le 15 septembre 1927, et il faut une intervention de Stanislavski et de Lounatcharski pour que le Politburo lève le 10 octobre cette mesure.

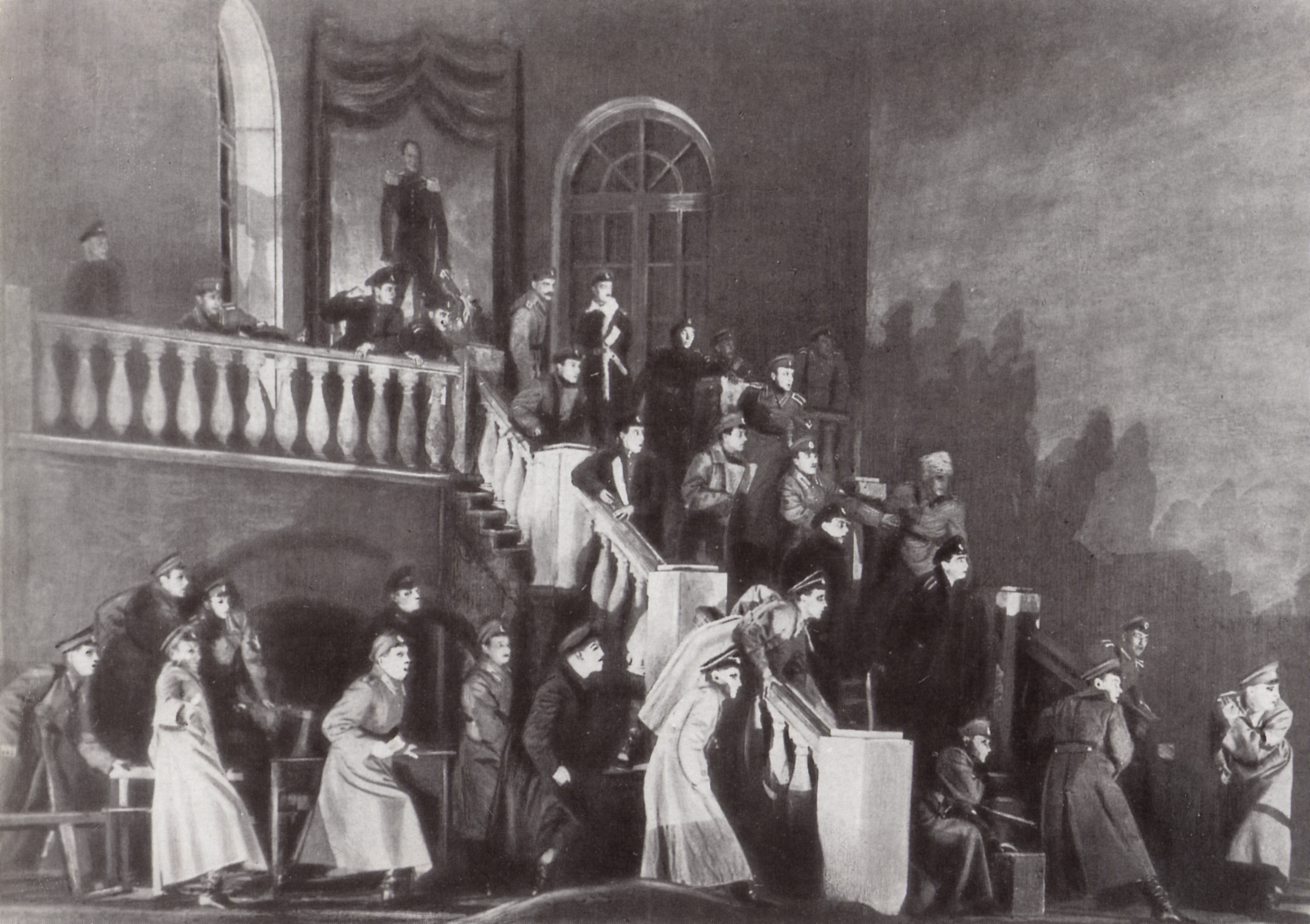
Les Jours des Tourbine, mis en scène par Constantin Stanislavski, en 1926. Photographie de la production du Théâtre d'art de Moscou.

De même, à partir de septembre 1925, il travaille sur L'Appartement de Zoïka pour le théâtre Vakhtangov, dont il donne lecture le 11 janvier 1926 (elle est accueillie avec enthousiasme). Après une première répétition générale, le 24 avril, il lui est demandé de remanier la pièce. Invité à Krioukovo en juillet, il refond la comédie en trois actes. Autorisées le 21 octobre, les représentations commencent le 28, dans une version encore amendée à la demande du théâtre et de la censure. Par ailleurs, le 10 novembre, le Narkompros interdit de donner la pièce en province, interdiction qui sera finalement levée sept jours après. Bien que très critiquée par la presse, elle est jouée avec succès à Moscou, Leningrad et d'autres villes.
En outre, à partir de janvier 1926, il travaille à une adaptation de sa nouvelle L'Île pourpre pour le Théâtre de chambre de Moscou, qui évolue, vers la fin de l'année, après la polémique qui a entouré Les Jours des Tourbine en une comédie-pamphlet où il tourne en dérision ses détracteurs. Le manuscrit est remis le 4 mars 1927. Autorisée par le Comité central pour les répertoires (« Glavrepertkom ») le 26 septembre 1928, sous la condition de quelques coupures, la première a lieu le 11 décembre. Aussitôt, une campagne de presse est montée pour obtenir son interdiction. L'Île pourpre sera tout de même jouée jusqu'en juin 1929.
Parallèlement, il publie Tourmente de neige, récit sous-titré « Carnets d'un jeune médecin » les 18 et 25 janvier 1926, Ténèbres sur le pays d'Égypte, présenté comme un « extrait du livre en préparation Carnets d'un jeune médecin » les 20 et 27 juillet, L'éruption étoilée les 12 et 19 août, La Serviette au coq les 12 et 18 septembre, L'Œil votalisé, sous-titré « Carnets d'un jeune médecin » les 2 et 12 octobre, le récit J'ai tué les 8 et 12 décembre, tous dans la revue Meditsinski rabotnik (« Le Travailleur médical »), et une nouvelle édition du recueil Endiablade, avec l'autorisation du Glavlit, fin avril, chez Niedra. En août 1926, il peut enfin quitter le Goudok.
Toutefois, le 7 mai 1926, l'appartement des Boulgakov est perquisitionné par l'« Oguépéou », dont les agents emportent le manuscrit de Cœur de chien (en deux exemplaires) et trois cahiers d'un journal intime de Boulgakov (couvrant les années 1923 et 1924), qui ne seront restitués à leur propriétaire qu'en octobre 1929. À partir de cette date, Boulgakov ne tiendra plus de journal. De même, le 22 septembre, il est interrogé par l'Oguépéou sur les raisons pour lesquelles il ne s'intéresse pas, comme écrivain, aux paysans et aux ouvriers, et sur sa vision négative de la vie soviétique. Elle l'interroge à nouveau le 18 novembre, pour des raisons inconnues.
Au début de 1927 paraît à Rīga une édition pirate de La Garde blanche avec une troisième fausse partie réécrite d'après le canevas des Jours des Tourbine. Pendant ce temps, les différents projets d'édition en URSS échouent les uns après les autres. En décembre 1927, une édition en volume, autorisée par l'auteur, correspondant chapitres parus dans les numéros 4 et 5 de Rossia, paraît aux éditions Concorde ; elle a pour titre Les Jours des Tourbine (La Garde blanche). Le tome II (chapitres XII à XX) paraîtra en 1929 dans une édition déclarée par l'auteur « définitive » (alors que Boulgakov avait pensé à l'origine à une trilogie), avec un dénouement largement modifié par rapport à la version de 1925 (les épreuves de Rossia). La même année paraît dans Meditsinski rabotnik le récit Morphine les 9, 17 et 23 décembre. C'est la dernière publication intégrale d'une œuvre de Boulgakov.

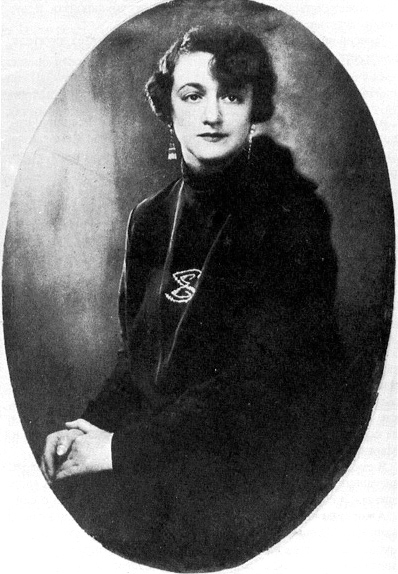
Elena Sergueïevna Chilovskaïa en 1928.

Fin 1926, Boulgakov se lance dans l'écriture d'une nouvelle pièce sur la guerre civile russe, intitulée d'abord Le Chevalier de Serafima (« Les parias ») et qui deviendra La Fuite. Une première lecture a lieu le 2 janvier 1928 au Théâtre d'art, en présence de Stanislavski. Mais la pièce est interdite à Moscou, le 9 mai. En août, un théâtre d'Odessa se propose tout de même de faire jouer la pièce, mais le Glavrepertkom fait annoncer par la Pravda son interdiction le 24 octobre. Le 31 janvier 1929, après que le dramaturge Bill-Bielotserkovski a demandé par lettre à Staline de se prononcer sur La Fuite, le Politburo entérine son interdiction, et, dans sa réponse à Bill-Bielotserkovski, signée le 2 février et aussitôt diffusée dans les milieux théâtraux, Staline critique durement La Fuite, Les Jours des Tourbine (qu'il a pourtant déjà vue plusieurs fois) et L'Île pourpre. Le 6 mars, le Glavrepertkom fait paraître dans Vetcherniaïa Moskva (« Moscou-Soir ») l'interdiction de tout le théâtre de Boulgakov. Le 17 mars a lieu la 198e et dernière représentation de L'Appartement de Zoïka (déjà interdite en novembre 1927 et avril 1928) au théâtre Vakhtangov. En avril, Les Jours des Tourbine sont retirés du répertoire du Théâtre d'art. Enfin, début juin est jouée la dernière de L'Île pourpre au Théâtre de chambre. Pour conclure, le 7 décembre 1929, l'Union des dramaturges notifie officiellement l'interdiction des quatre premières pièces de Boulgakov.
Interdit de vivre de son métier d'écrivain, Boulgakov adresse à Staline, au début de juillet 1929, une requête dans laquelle il demande l'autorisation de quitter, avec son épouse, l'URSS. Dans une lettre à son frère Nikolaï (qui a émigré à la fin de la guerre civile) datée du 24 août, il parle de son « anéantissement en tant qu'écrivain ». Le 3 septembre, faute de réponse, il écrit à Enoukidzé et à Gorki pour les prier de la soutenir. À la même époque, Zamiatine entreprend des démarches, par l'entremise de Gorki, pour obtenir l'autorisation d'émigrer,.
Cependant, le 28 février 1929, Boulgakov fait la rencontre d'Elena Sergueïevna Chilovskaïa, épouse d'un officier supérieur de l'état-major général et mère de deux enfants ; ils s'éprennent immédiatement l'un de l'autre. Elle sera sa troisième épouse et le modèle de Marguerite dans Le Maître et Marguerite. Le même jour, le GPU enregistre une information selon laquelle Boulgakov aurait entrepris un nouveau roman. Il s'agit d'un « roman sur le diable », qui a été conçu en 1928, et dont Boulgakov a commencé la rédaction au début de l'année. Pendant l'été, Elena Sergueïevna part en cure à Iessentouki, et elle échange avec Boulgakov des lettres d'amour. De même, il écrit un récit inachevé, daté de septembre 1929 et dédié à Elena Sergueïevna, intitulé À ma secrète amie. D'autres ouvrages sont rédigés, durant cette année cruciale : les premiers chapitres (ultérieurement détruits) d'un roman intitulé Le Théâtre et une première version de la pièce d'anticipation Béatitude.
En octobre 1929, Boulgakov commence une pièce sur Molière, La Cabale des dévots pour le Théâtre d'art, en remplacement de La Fuite. La première rédaction est achevée le 6 décembre. Présentée au début de 1930, elle est à son tour interdite, en mars, par le Glavrepertkom.

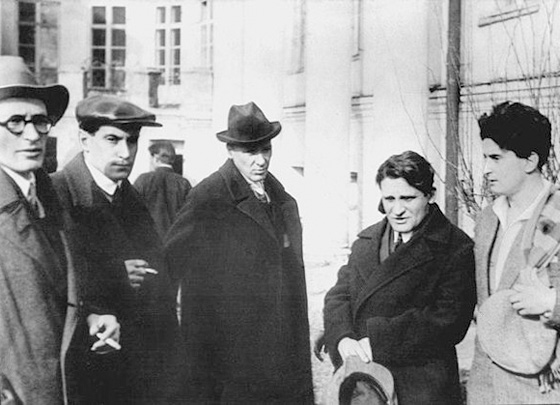
Le jour de l'enterrement de Vladimir Maïakovski, le 17 avril 1930. De gauche à droite : Ilya Ilf, Valentin Kataïev, Mikhaïl Boulgakov et Iouri Olecha, dans la cour du Club des écrivains.

Devant cette décision, le 28 mars 1930, Boulgakov envoie au gouvernement de l'URSS une longue lettre où il déclare, entre autres choses, avoir jeté au feu trois œuvres qu'il avait en chantier, « le brouillon d'un roman sur le diable, celui d'une comédie et le début d'un deuxième roman, Le Théâtre », et demande soit qu'on lui fournisse un emploi en rapport avec le théâtre, soit d'agir avec lui « comme il l'entendra, mais d'agir d'une manière ou d'une autre ». En réponse, il obtient, le 3 avril, un emploi de consultant au TRAM (Théâtre de la jeunesse ouvrière) et, le 18 avril, lendemain du suicide de Vladimir Maïakovski, Staline lui téléphone. Pris de court, Boulgakov choisit non l'émigration, mais un emploi au Théâtre d'art. Un billet de Boulgakov à Staline, daté du 5 mai, restera, lui, sans réponse. Le 10 mai, il est engagé au Théâtre d'art comme assistant-metteur en scène.
Par la suite, il écrira plusieurs lettres directement à Staline, pour lui ou pour des amis (car l'on s'imagine qu'il a l'oreille du dictateur), sans réponse. Au fil de ces lettres, l'écrivain perd de plus en plus de vue la personnalité de celui à qui il écrit. Dans ce contact, il retrouve les relations entre Molière et Louis XIV ou entre Pouchkine et Nicolas Ier, qu'il décrira dans ses dernières pièces, c'est-à-dire les relations entre l'artiste et le pouvoir (qui peut protéger le premier de ses ennemis ou bien l'accabler de sa puissance).

### L'écrivain et le pouvoir
Dès son entrée au Théâtre d'art, où seule la peur des réactions du pouvoir avait empêché d'agréer la demande d'emploi de Boulgakov, l'écrivain se lance dans une adaptation scénique du roman de son « maître » Nicolas Gogol, Les Âmes mortes. Après le rejet d'une première version, le 7 juillet 1930, il rédige une seconde version, lue le 31 octobre, elle-même refondue en novembre pour tenir compte des objections du Théâtre. Les répétitions commencent le 2 décembre, mais le Théâtre d'art, toujours insatisfait du texte, lui demande de modifier profondément sa structure. La première a lieu le 28 novembre 1932.
Dans le même temps, il rédige une pièce pour le Théâtre rouge de Léningrad et le théâtre Vakhtangov de Moscou, Adam et Ève, qu'il achève le 22 août 1931. À Moscou, la pièce est refusée, à la demande du général Yakov Alksnis, chef d'état-major de l'Armée de l'air, sous prétexte qu'on y voit représentée la destruction de Léningrad. Pour le théâtre rouge, il ne parvient pas à obtenir l'aval de la censure locale, et la pièce n'est finalement pas jouée.
Cependant, au printemps 1931, Boulgakov reprend par à-coups son travail sur son « roman sur le diable ». De même, après introduction des modifications demandées, et sur l'intervention de Gorki, le Glavrepertkom autorise finalement, le 6 octobre 1931, la pièce Molière (nouveau nom de La Cabale des dévots), qui doit être jouée par le Grand Théâtre dramatique de Leningrad. Celui-ci dénonçant le contrat deux semaines avant la date prévue par la première, le 14 mars, la pièce est confiée au Théâtre d'art, qui le met en répétitions le 31 mars, et ce, jusqu'à leur interruption, le 25 novembre 1932. Par ailleurs, en septembre 1931, il se lance dans l'adaptation scénique de Guerre et Paix de Léon Tolstoï pour le Grand Théâtre dramatique de Léningrad. Achevée le 25 février 1932, cette adaptation ne sera jamais jouée.
Sur le plan sentimental, le grand amour entre Boulgakov et Elena Sergueïevna connaît des moments difficiles à l'automne et l'hiver 1930, celle-ci ne pouvant se résoudre à briser sa famille. Fin décembre-début janvier 1931, ils passent quelques jours ensemble dans une maison de repos proche de Moscou. Le 25 février, menacée par son mari d'être séparée de ses enfants, elle se décide finalement à rompre leur liaison.

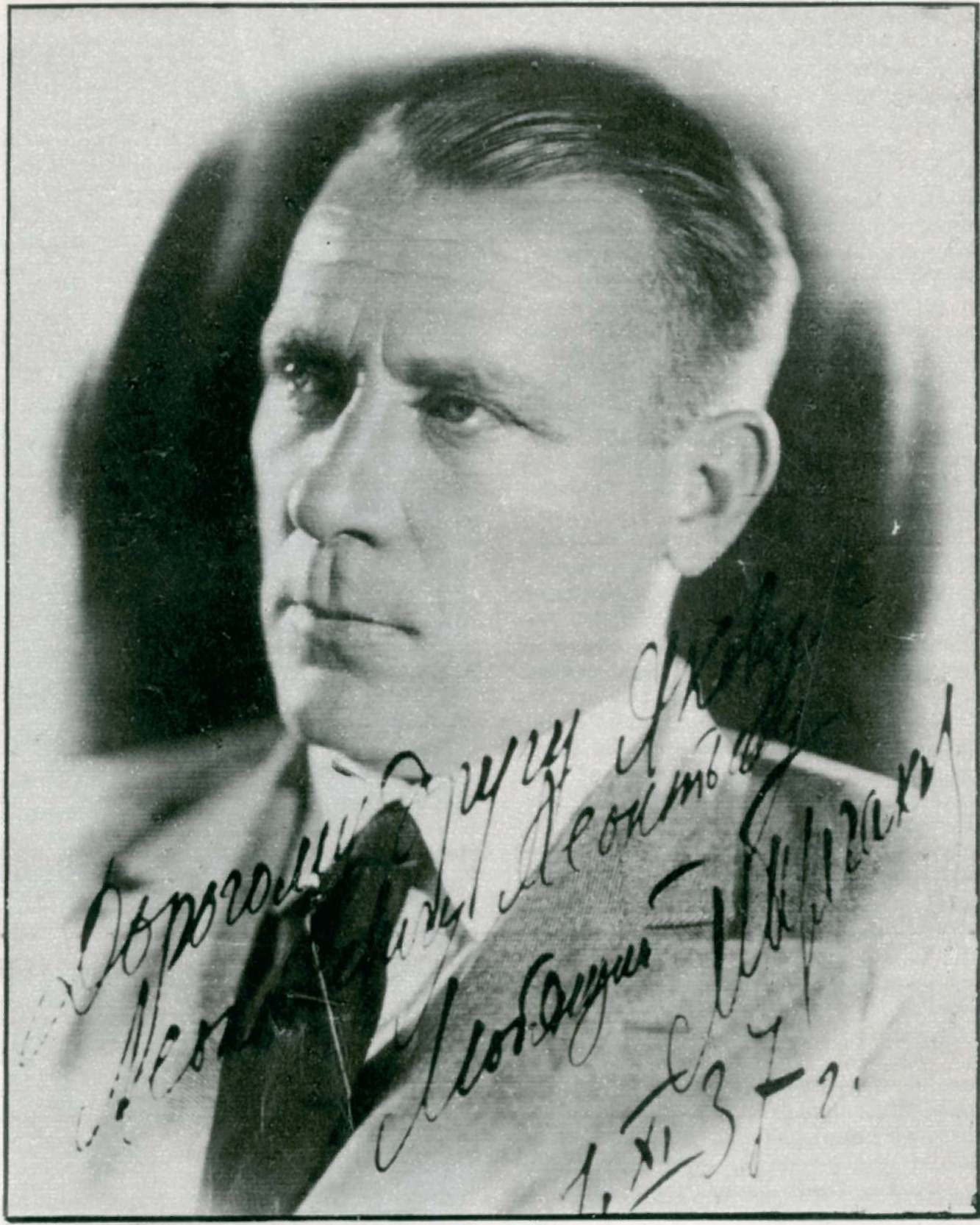
Photo dédicacée de Mikhaïl Boulgakov en date du 1 novembre 1937.

Brusquement, le 15 janvier 1932, Boulgakov est informé par le Théâtre d'art de Moscou de la reprise prochaine des Jours des Tourbine, sur décision personnelle de Staline. Le 24 décembre 1931, après avoir assisté à une représentation privée de la pièce d'Alexandre Afinoguenov, La Peur, qui lui avait déplu, il avait dit aux responsables du théâtre : « Vous avez une bonne pièce, Les Jours des Tourbine ; pourquoi ne la joue-t-on pas ? ». Reprise le 18 février, la pièce sera inscrite en permanence au Théâtre d'art et jouée en tournée dans plusieurs villes de province,.
En juillet 1932, Boulgakov signe avec les éditions Jourgaz un contrat pour une Vie de Molière qui doit paraître au début de 1933 dans la collection « Vies d'hommes remarquables » (fondée par Maxime Gorki) et avec le studio-théâtre Zavadski un contrat pour une traduction du Bourgeois gentilhomme de Molière ; au lieu d'une traduction, Boulgakov écrira L'Extravagant M. Jourdain, libre adaptation de plusieurs pièces de Molière. Terminée le 18 novembre et aussitôt envoyée au théâtre Zavadski, elle ne sera jamais jouée. Pour la Vie de Molière, il l'achève et la remet à l'éditeur le 5 mars 1933. Toutefois, l'éditeur lui demande une refonte complète de l'ouvrage, qu'il refuse catégoriquement, le 12 avril. L'ouvrage ne sera pas édité de son vivant,.
Aux alentours du 1er septembre 1932, Boulgakov et Elena Sergueïevna renouent et décident de ne plus se quitter ; après un échange de lettres et une entrevue orageuse avec Chilovski, armé d'un pistolet, celui-ci accepte de divorcer : il gardera son fils aîné Evgueni, tandis que le cadet, Sergueï, alors âgé de 5 ans, vivra avec sa mère. Le divorce de Boulgakov et de Lioubov Evguenievna Bielozerskaïa est prononcé le 3 octobre, et, le lendemain, il fait enregistrer son mariage avec Elena Sergueïevna. Du 15 au 28 octobre, ils séjournent ensemble à Leningrad, où Boulgakov a des entretiens avec plusieurs théâtres susceptibles de donner Les Âmes mortes et La Fuite, et Boulgakov reprend le début son « roman sur le diable » (rédaction qu'il poursuivra par à-coups jusqu'en octobre 1934). Fin octobre, Elena Sergueïevna et son fils Sergueï s'installent chez Boulgakov, rue Bolchaïa Pirogovskaïa.
En mars 1933, La Fuite est mise en répétitions au Théâtre d'art, avec l'introduction en juin des changements demandés par le Glavrepertkom, mais le Théâtre d'art décide, le 29 novembre de l'exclure du programme des répétitions. À partir de mai 1933, Boulgakov travaille à Béatitude pour le music-hall de Leningrad. La première rédaction est achevée le 28 mars 1934, la seconde le 11 avril, la troisième déposée au théâtre le 23 avril. Le projet sera définitivement abandonné au début de juillet 1934. Le 9 décembre, il reçoit son premier et seul rôle de comédien au Théâtre d'art, celui du juge dans la comédie adaptée du roman de Dickens Les Papiers posthumes du Pickwick Club (qu'il jouera jusqu'à fin de l'année 1935). Entre mars et août 1934, il s'attache à adapter Les Âmes mortes en scénario pour les studios Soïouzfilm, qui l'accepte le 12 août, avant de l'envoyer pour corrections le 15 septembre, puis de le rejeter le 27 novembre.
Le 18 février 1934, Boulgakov emménage dans un nouveau logement de trois pièces au 3, rue traversière Nachtchokinski, dans un immeuble coopératif d'écrivains. Dans le courant de mars, en visite au Théâtre d'art, Staline s'enquiert de Boulgakov et déclare que Les Jours des Tourbine est le meilleur spectacle du répertoire.
À partir de décembre 1934, Boulgakov se consacre aussi à la rédaction d'Alexandre Pouchkine, une pièce sur les derniers jours du grand écrivain russe qu'il coécrit d'abord avec son aîné et ami Vikenti Veressaïev, grand spécialiste de Pouchkine. Toutefois, en désaccord sur l'ouvrage, l'un réagissant en historien, l'autre en écrivain, Veressaïev se retire du projet, et Boulgakov termine seul l'ouvrage, en septembre 1935. Présentée devant le comité directeur du Bolchoï le 6 janvier 1936, proposée à différents théâtres, la pièce est d'abord victime de la censure, avant que le Glavrepertkom ne l'autorise définitivement, le 26 juin 1939. La première aura lieu le 10 avril 1943. Toutefois, Prokofiev, en octobre 1935, puis Chostakovitch, en janvier 1936, lui proposent de composer un opéra d'après la pièce, projet qui ne se réalisera pas. De même, fin novembre 1934, il commence Ivan Vassilievitch, une pièce d'anticipation autour du personnage d'Ivan le Terrible, achevée le 30 septembre 1935. Remise au Théâtre de la satire le 7 octobre, la comédie subit les 11 et 13 mai 1936 des représentations générales intentionnellement bâclées et est retirée de l'affiche.
Dans le même temps, il rédige une traduction de L'Avare de Molière pour les éditions Academia de Léningrad, réalisée entre novembre 1935 et janvier 1936. Durant le printemps et l'été 1936 il écrit pour le Théâtre d'art une adaptation des Joyeuses commères de Windsor de Shakespeare. Mais, devant les instructions données par la direction sur cette pièce et son Molière, il abandonne la rédaction, puis donne sa démission du théâtre le 15 septembre 1936,.
Le 1er octobre, il est engagé comme librettiste-consultant au Bolchoï, pour lequel il va réaliser à l'été 1936 le livret de l'opéra Minine et Pojarski, sur une musique de Boris Assafiev ; le livret de La Mer Noire, opéra sur la bataille de Perekop (1920), entre octobre 1936 et mars 1937 ; le livret de l'opéra Pierre le Grand entre juin et septembre 1937 ; et une adaptation de la nouvelle de Maupassant Mademoiselle Fifi (intitulée Rachel) entre septembre 1938 et mars 1939. Par ailleurs, une adaptation scénique de Don Quichotte est écrite pour le théâtre Vakhtangov entre décembre 1937 et septembre 1938.

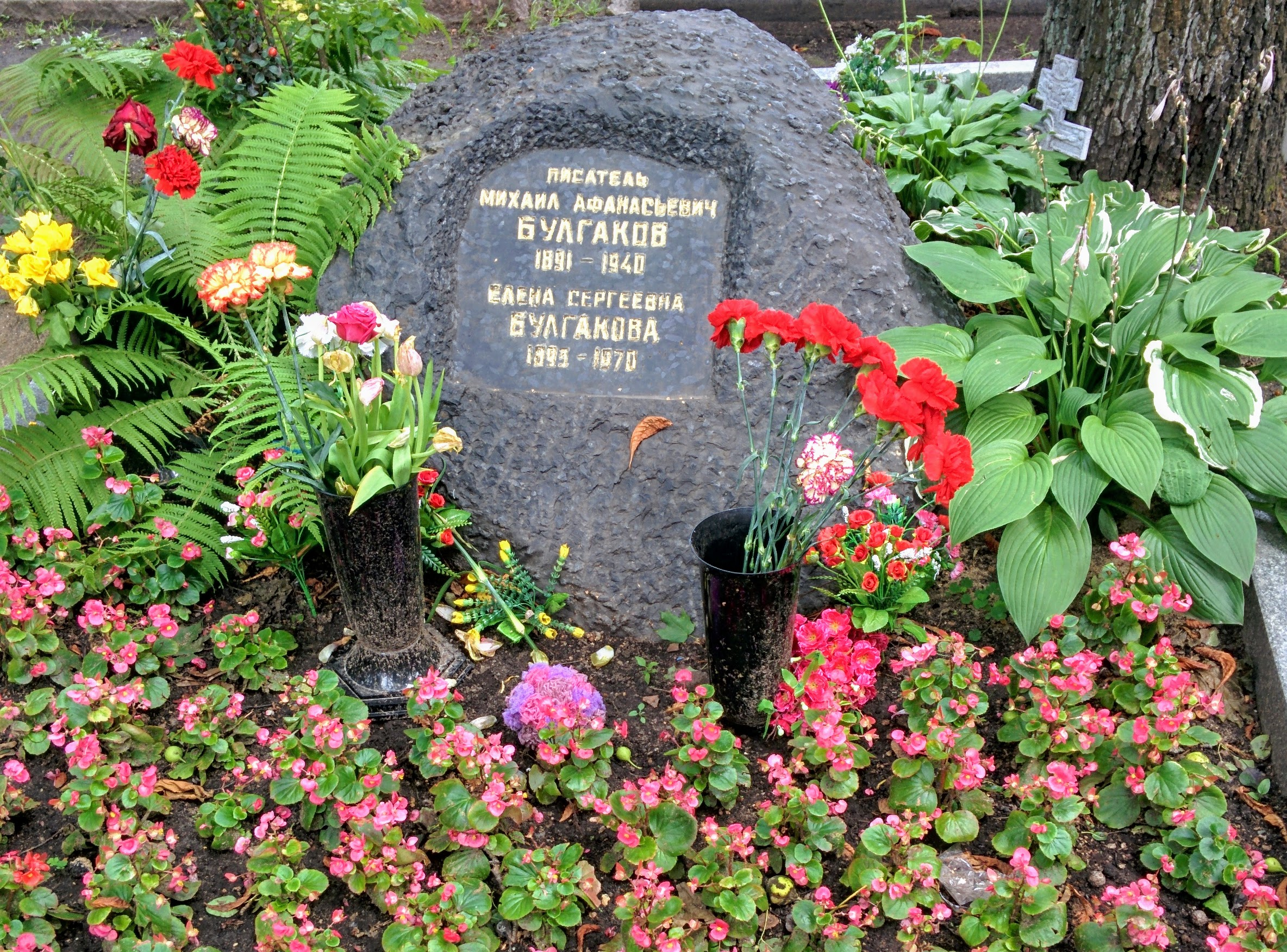
Tombe de Boulgakov et de sa troisième épouse Elena.

Le 6 juillet 1936, Boulgakov ouvre un nouveau cahier d'adjonctions à son roman, appelé à devenir Le Maître et Marguerite. Entre novembre 1936 et septembre-octobre 1937, il travaille à un autre roman, Mémoires d'un défunt (Roman théâtral), bilan sur son expérience théâtrale, souvent cocasse, qu'il laissera inachevé,. L'hiver et le printemps 1938 sont essentiellement consacrés au Maître et Marguerite (dont le titre apparaît pour la première fois le 23 octobre dans le journal d'Elena Sergueïevna). La dernière rédaction manuscrite est achevée dans la nuit du 22 au 23 mai 1938, avant d'être dactylographiée sous la dictée de l'auteur. Après quoi il se lance dans une nouvelle rédaction du roman. Le 2 mai, il en fait lire les trois premiers chapitres à l'éditeur Angarski, qui le déclare impubliable. Il n'en poursuit pas moins la révision jusqu'en avril 1939. Entre le 27 avril et le 15 mai, il lit en plusieurs séances l'intégralité du Maître et Marguerite devant un cercle d'amis. Pour cela, il travaille au début de mai, jusqu'au 14, sur l'épilogue.
Durant l'année 1939, après une longue visite de Pavel Markov et de Vitali Vilenkine, délégués par le Théâtre d'art, dans la nuit du 9 au 10 septembre 1938, il travaille à une pièce sur Staline, Batoum, qui sera remise le 25 juillet. Le 14 août 1939, une délégation du Théâtre d'art incluant Boulgakov et sa femme part en repérage en Géorgie, mais, le 17, ils sont informés du veto imposé à la pièce par Staline et rentrent à Moscou.
À la fin de 1939, l'état de santé de Boulgakov, depuis longtemps des plus médiocres, s'aggrave. Le 11 septembre, il connaît une baisse inquiétante de la vue. Les spécialistes consultés confirment bientôt le diagnostic de néphroangiosclérose, la maladie qui avait emporté son père. Le 10 octobre, Boulgakov signe devant notaire un testament en faveur de sa femme, puis, le 14, une lettre lui confiant la gestion de son patrimoine littéraire. Lors d'un séjour dans une maison de repos à Barvikha, près de Moscou, il connaît une amélioration passagère et recouvre la vue, de même que le 13 janvier 1940. Le 25 janvier, il fait sa dernière sortie. Le 13 février, il dicte encore à sa femme quelques corrections pour Le Maître et Marguerite (qu'il retravaille depuis le 4 octobre 1939). Pendant sa maladie, et jusqu'au début de mars, il reçoit la visite d'Anna Akhmatova et de Nikolaï Liamine (clandestinement, car ils sont interdits de séjour à Moscou). Le 10 mars, à 16 h 39, il meurt à l'issue de plusieurs heures de souffrance. Deux jours plus tard, son corps est incinéré et ses cendres placées dans une urne au cimetière de Novodievitchi.

## Postérité

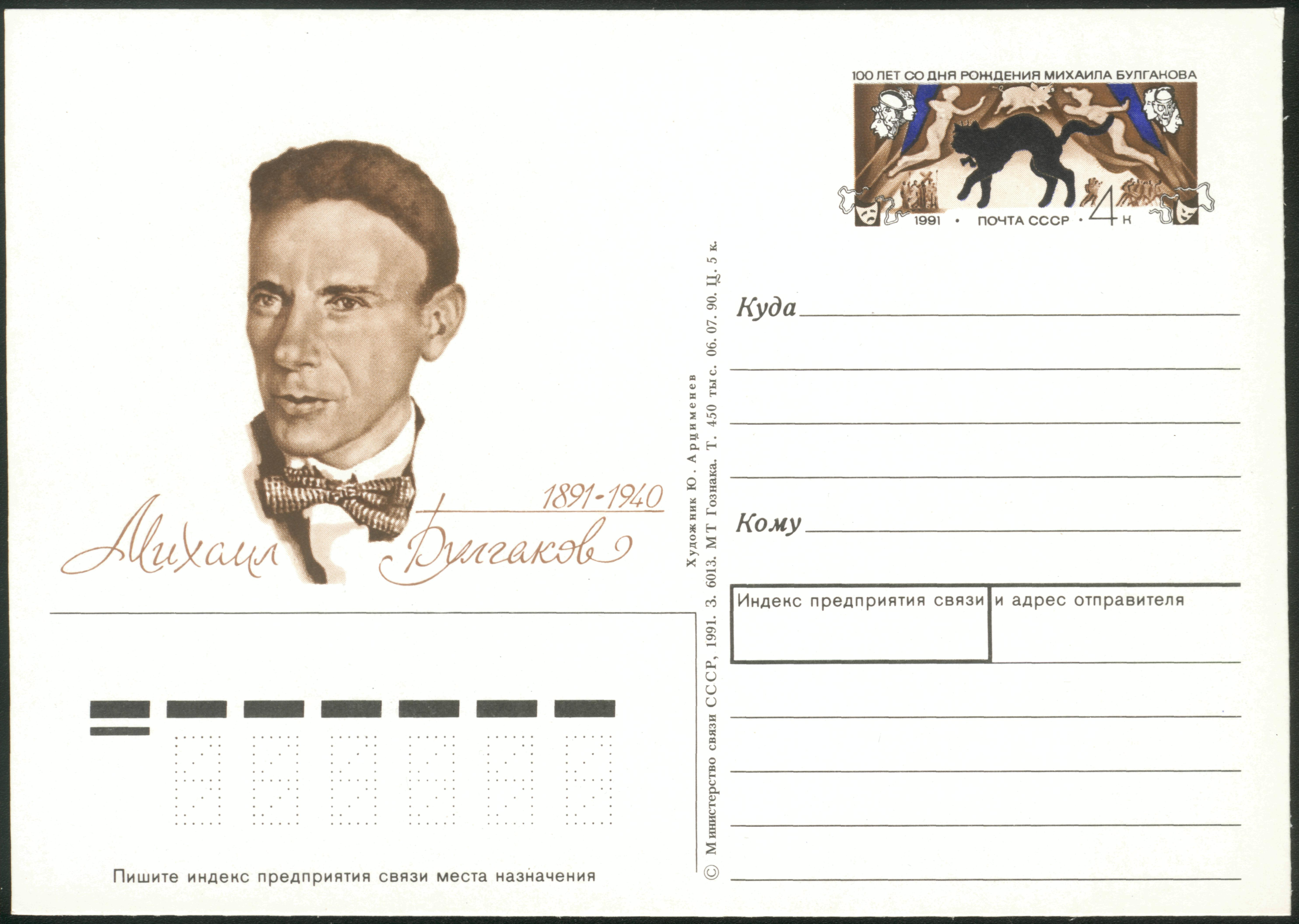
Carte postale soviétique avec un timbre à l'effigie de Boulgakov de 1991.

Entre 1940 et 1941, Don Quichotte est donné à Moscou et dans plusieurs villes de province, avant d'être repris au théâtre Vakhtangov. En 1955, deux ans après la mort de Staline, paraît un recueil intitulé M. Boulgakov. Les Jours des Tourbine, « Les Derniers jours » (Alexandre Pouchkine), première parution de ces deux pièces. La Fuite est jouée pour la première fois à Stalingrad le 26 mars 1957. En 1958, c'est au tour de trois récits de Carnets d'un jeune médecin d'être publiés. En 1962 sont édités La Vie de M. de Molière (largement censurée) et M. Boulgakov. Théâtre, comprenant pour la première fois La Fuite et La Cabale des dévots. En 1963 paraît le recueil Carnets d'un jeune médecin (six récits). En 1965, paraît le recueil M. Boulgakov. Un drame et des comédies, comprenant la première parution d’Ivan Vassilievitch en volume et Mémoires d'un défunt (Roman théâtral) en revue. La Russie découvre (dans une version très largement censurée) Le Maître et Marguerite, son œuvre majeure, qui avait fait l'objet de tant de réécritures, dans le numéro 11 de décembre 1966 et le numéro 1 de janvier 1967 de la revue Moskva (« Moscou »). La première version non censurée paraîtra à Francfort, en Allemagne, en 1969. En Russie, il faudra attendre 1973.
La première édition des Œuvres de Boulgakov, dans leur majeure partie, sinon dans leur totalité, paraît en cinq volumes à Moscou en 1989-1990, pendant la Perestroïka. Depuis, elles ne cessent de s'enrichir au fur et à mesure des rééditions. Entre 1989 et 1994, paraît la première édition complète du Théâtre de Boulgakov en deux volumes à Leningrad (redevenue entre-temps Saint-Pétersbourg).
Celui qui a tant peiné pour être accepté de son vivant est finalement devenu l'un des écrivains les plus lus de Russie et sa prose est traduite dans de nombreuses langues. Une édition complète de ses œuvres est sortie à la Bibliothèque de la Pléiade en deux tomes.

### En Ukraine
La postérité de Boulgakov dans sa terre natale est en revanche plus nuancée. Passionné par Kiev, Boulgakov était en revanche méprisant envers le nationalisme ukrainien et la langue ukrainienne. Il est en conséquence depuis l'invasion russe de 2022 une cible privilégiée de la politique de dérussification en cours dans le pays.

## Les musées de Boulgakov à Moscou
À Moscou, deux musées honorent la mémoire de Mikhaïl Boulgakov et Le Maître et Marguerite. Ils sont situés dans l’immeuble où Boulgakov vécut entre 1921 et 1924, dans la rue Bolchaïa Sadovaïa N⁰10, où se situent également des scènes importantes de son roman Le Maître et Marguerite. Depuis les années 1980, le bâtiment est devenu un lieu de rassemblement pour les admirateurs de Boulgakov. Différents types de graffiti ont été griffonnés sur les murs. Les nombreux dessins et quolibets qui les maculaient ont été presque totalement blanchis en 2003.
Il existe une rivalité entre les deux musées, principalement maintenue par le « Musée M.A. Boulgakov », qui se présente invariablement comme « le premier et le seul musée commémoratif de Mikhaïl Boulgakov à Moscou ».

### La «Maison de Boulgakov»
La « Maison de Boulgakov » (Музей - театр "Булгаковский Дом") est située au rez-de-chaussée et a été fondée par une initiative privée le 15 mai 2004.
Le patrimoine de la Maison de Boulgakov comprend des effets personnels, des photos et des documents de Mikhaïl Boulgakov. Le musée organise plusieurs expositions liées à la vie de Boulgakov et à ses œuvres. Diverses manifestations poétiques et littéraires sont souvent organisées, ainsi que des excursions au « Moscou de Boulgakov », dont certaines sont animées avec des personnages du Maître et Marguerite. La Maison de Boulgakov gère également le « Théâtre M.A. Boulgakov » de 126 places, et le « Café 302-bis ».

### Le Musée M.A. Boulgakov
Dans le même bâtiment, dans l'appartement numéro 50 au quatrième étage, est situé un deuxième musée, le Musée M.A. Boulgakov (ru) (russe : Музей М. А. Булгаков). Ce second musée a été fondé à l'initiative du gouvernement le 26 mars 2007.

## Œuvres

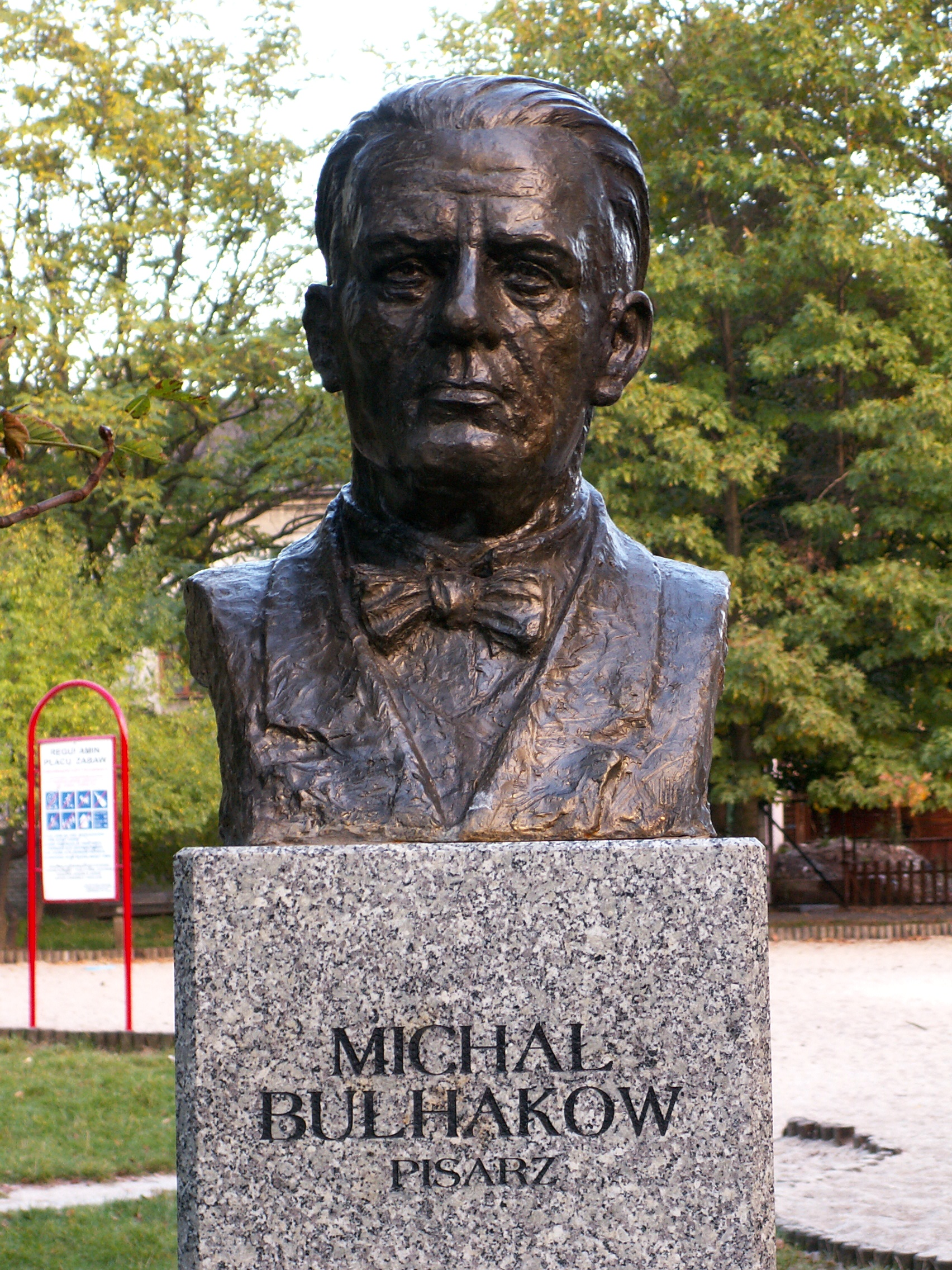
Buste de Mikhaïl Boulgakov à Kielce (Pologne).

(janvier 2024).

### Romans
- La Garde blanche (Белая Гвардия) - 1925 et 1927-1929[Note 2] (publié en URSS en 1966)
- La Vie de monsieur Molière ou Le Roman de monsieur de Molière (Мольер) - achevé en 1933 (publié en URSS, de manière expurgée, en 1962, de manière intégrale en 1989)
- Le Roman théâtral (Театральный роман), également publié sous le titre : Les Mémoires d'un défunt - inachevé, rédigé en 1936-1937 (publié en URSS en 1965 et, en volume, en 1966)
- Le Maître et Marguerite (Мастер и Маргарита) - dernières corrections du 13 février 1940 (publié en URSS, de manière intégrale, en 1973)

### Nouvelles
- Notes sur des manchettes (Записки на манжетах) - 1922-1924[Note 3] (publié en URSS, de manière intégrale, en 1982)
- La Bohème (Богема) - janvier 1925 (réédition en URSS en 1986)
- Endiablade (Дьяволиада) - 1924[Note 4] (réédition en URSS en 1987)
- Les Œufs du destin ou Les Œufs fatidiques (Роковые яйца), 1925 (réédition en URSS en 1988)
- Cœur de chien (Собачье сердце) - achevé en 1925 (publié en URSS en 1987)
- Carnets d'un jeune médecin (Записки юного врача) (publié en URSS en 1963), comprenant:
  - La Gorge en acier (Стальное горло) - 15 août 1925,
  - La Serviette au coq (Полотенце с петухом) - 12 et 18 septembre 1926,
  - Baptême de la version (Крещение поворотом) - 25 octobre et 2 novembre 1925,
  - La Tourmente de neige (Вьюга) - 18 et 25 janvier 1926,
  - Ténèbres sur le pays d'Égypte (Тьма египетская) - 20 et 27 juillet 1926,
  - L'Éruption étoilée (Звёздная сыпь) - 12 et 19 août 1926,
  - L'Œil votalisé (Пропавший глаз) - 2 et 12 octobre 1926.
- Morphine (Морфий) - décembre 1927 (réédition en URSS, de manière intégrale, en 1988)
- Articles de variété et récits parus dans la presse soviétique de 1919 à 1927, dont :
  - Les Aventures extraordinaires du docteur N. - mai 1922 (réédition en URSS en 1975)
  - Une séance de spiritisme - juillet 1922 (réédition en URSS en 1985)
  - Les Aventures de Tchitchikov - 24 septembre 1922 et en volume en 1925 (réédition en URSS en 1966)
  - La Couronne rouge - 22 octobre 1922 (réédition en URSS en 1988)
  - Le 13, immeuble Elpit-Commune ouvrière ou La Commune ouvrière Elpite N⁰13- décembre 1922 et en volume en 1925 (réédition en URSS en 1987)
  - La Nuit du 2 au 3 - 10 décembre 1922 (réédition en URSS en 1988)
  - Une histoire de Chinois - 6 mai 1923 et en volume en 1925 (réédition en URSS en 1987)
  - Un psaume (Псалом) - 23 septembre 1923 et 1926 (réédition en URSS en 1988)
  - Le Raid (Бег) - 25 décembre 1923 (réédition en URSS en 1988)
  - Le Feu du khan Tougaï (Ханский огонь) - février 1924 (réédition en URSS en 1974)
  - L'Île pourpre (Багровый остров) - 20 avril 1924 (réédition en URSS en 1988)
  - J'ai tué - 8 et 12 décembre 1926 (réédition en URSS en 1972)

### Théâtre
- Autodéfense, sketch en un acte, joué à Vladikavkaz le 3 juin 1920
- Les Frères Tourbine, drame en quatre actes, joué le 21 octobre 1920
- Les Communards de Paris, pièce en trois acte créée à Vladikavkaz entre janvier et mars 1921
- Le Perfide paternel, pièce créée à Vladikavkaz en 1921
- Les Prétendants d'argile, comédie-bouffe jouée en 1921
- Les Fils du mollah, pièce créée le 15 mai 1921 et jouée trois fois[71].
- Les Jours des Tourbine (Дни Турбиных) - 1926 (publié en URSS en 1955[Note 5])
- L'Appartement de Zoïka (Зойкина квартира) - deux versions : 1926 en quatre actes et 1935 en trois actes (publié en URSS en 1982)
- L'Île pourpre (Багровый остров) - 1927 (publié en URSS en 1987)
- La Fuite - 1928 (publié en URSS en 1962)
- Adam et Ève (Адам и Ева) - 1931 (publié en URSS en 1987)
- Béatitude (Блаженство (сон инженера Рейна)) - 1934 (publié en URSS en 1966)
- Alexandre Pouchkine (Александр Пушкин) - 1935 (publié en URSS en 1955)
- Molière ou la Cabale des dévots (Кабала святош) - achevé en 1929 (publié en URSS en 1962)
- Ivan Vassilievitch (Иван Васильевич) - 1935 (publié en URSS en 1965)
- Batoum (Батум) - achevé en 1939 (publié en URSS en 1988)

### Livrets d'opéra
- Minine et Pojarski, opéra en cinq actes et neuf tableaux, musique de Boris Assafiev, contrat le 21 juin 1936, abandonné en juin 1938
- La Mer Noire, musique de Sergueï Pototski (ru), contrat le 1er octobre 1936, abandonné en mars 1937
- Pierre le Grand (Пётр Великий), musique de Boris Assafiev, commencé en juillet 1937, abandonné en janvier 1938
- Rachel, musique de Dounaïevski, commencé en septembre 1938, inachevé en février 1940[72]